# Lago Sibhayi
Il lago Sibhayi o Sibaya è il maggiore lago salato del Sudafrica, con una superficie di 64 km².
È ubicato nel Maputaland, un'area del KwaZulu-Natal sulla costa orientale del Sudafrica.
Fa parte del Greater St Lucia Wetland Park ed è riconosciuta come zona umida di rilevanza internazionale ai sensi della convenzione di Ramsar.

## Fauna
Il lago ospita una ricca varietà di forme di vita tra cui molte specie di crostacei e molluschi, 18 differenti specie di pesci, 22 specie di anfibi, 8 specie di rettili (tra cui Varanus niloticus, Python sebae e Crocodylus niloticus) e oltre 200 specie di uccelli (tra gli altri Phalacrocorax spp., Halcyon spp., Haliaeetus vocifer e Himantopus himantopus meridionalis). Tra i mammiferi da segnalare la presenza di una popolazione di oltre un centinaio di ippopotami (Hippopotamus amphibius); altre specie regolarmente presenti nei pressi del lago sono la mangusta dalla coda bianca (Ichneumia albicauda), la mangusta acquatica (Atilax paludinosus) e la redunca dei canneti (Redunca arundinum).

## Flora

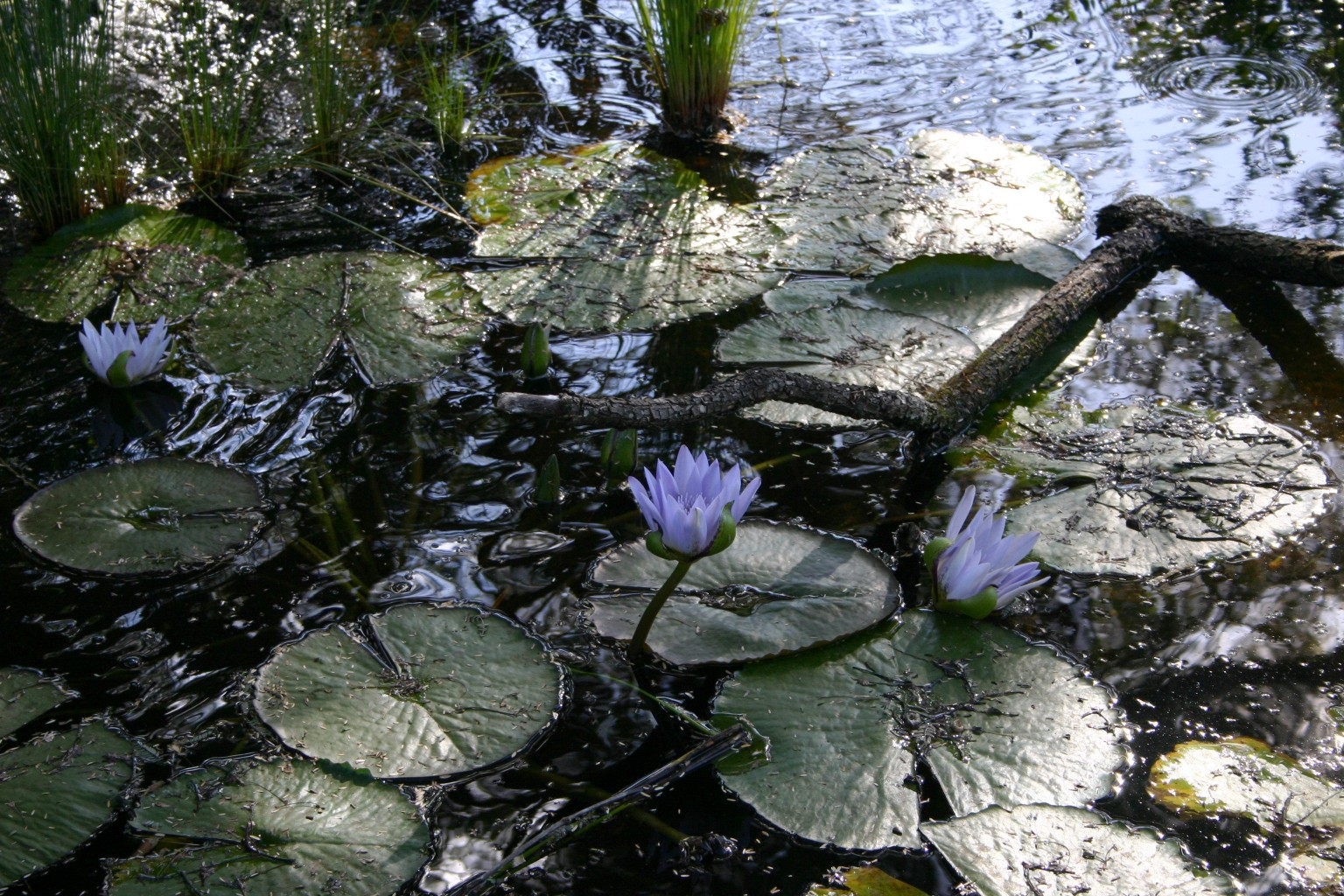
Nymphaea capensis

La flora acquatica comprende diverse specie sommerse tra cui Ceratophyllum demersum e Myriophyllum spicatum, piante semi-emergenti quali Potamogeton spp. e Nymphaea capensis e numerose specie che prosperano lungo le rive quali Scirpus littoralis, Cladium mariscus, Typha latifolia, Cyperus papyrus, Phragmites mauritianus, Phynchospora spp. e Utricularia spp.

Nei pressi del lago sono presenti le uniche popolazioni sudafricane di due rare orchidee: Vanilla roscheri e Oeceoclades decaryana. Altre specie significative presenti sono Encephalartos ferox, Warburgia salutaris e Diospyros rotundifolia